# June Maston
June Maston, född 14 mars 1928, död 3 december 2004 i Tweed Heads, var en australisk friidrottare.
Maston blev olympisk silvermedaljör på 4 x 100 meter vid sommarspelen 1948 i London.